# Birinşi Lïga 1997
La Birinşi Lïga 1997 è stata la 5ª edizione della seconda serie del campionato kazako di calcio, giocata a distanza di due anni dalla precedente edizione. 

## Stagione

### Novità
Dalla Qazaqstan Top Division 1996 non vi è stata alcuna retrocessione. Tuttavia il Qaınar, nonostante il nono posto dell'anno precedente, è ripartito dalla Birinşi Lïga.
Dell'edizione 1995, non hanno partecipato Sirius Aqtöbe, Gornyak Sätbayev, Elimaý-2, Vostok-2 e Gornyak Xromtaw-2, Aqsw ed Esil Aqmola.
Si sono iscritte sette nuove squadre: Qaýsar-Jas, Nasha Kompanııa, Traktor Pavlodar, RGŞO, Qaýrat-2, Qaınar e Jetisw-Promservïsxoldïng.

### Formula
Le nove squadre sono suddivise, con criterio geografico, in tre gironi: la vincente di ciascun girone, più le due migliori terze, accedono alla fase finale, dove le prime tre classificate verranno promosse in Qazaqstan Top Division 1998.

## Fase a gironi

### Zona Ovest
|  | Pos. | Squadra      | Pt | G | V | N | P | GF | GS | DR  |
|  | ---- | ------------ | -- | - | - | - | - | -- | -- | --- |
|  | 1.   | Ferro Aqtöbe | 10 | 4 | 3 | 1 | 0 | 10 | 1  | +9  |
|  | 2.   | Ýralec       | 7  | 4 | 2 | 1 | 1 | 6  | 2  | +4  |
|  | 3.   | Qaýsar-Jas   | 0  | 4 | 0 | 0 | 4 | 1  | 14 | -13 |

Legenda:
      Ammessa fase finale
Note:
Tre punti a vittoria, uno a pareggio, zero a sconfitta.

### Zona Est
|  | Pos. | Squadra          | Pt | G | V | N | P | GF | GS | DR |
|  | ---- | ---------------- | -- | - | - | - | - | -- | -- | -- |
|  | 1.   | Nasha Kompanııa  | 10 | 4 | 3 | 1 | 0 | 7  | 4  | +3 |
|  | 2.   | Traktor Pavlodar | 4  | 4 | 1 | 1 | 2 | 10 | 10 | 0  |
|  | 3.   | RGŞO             | 3  | 4 | 1 | 0 | 3 | 7  | 10 | -3 |

Legenda:
      Ammessa fase finale
Note:
Tre punti a vittoria, uno a pareggio, zero a sconfitta.

### Zona Sud
|  | Pos. | Squadra                  | Pt | G | V | N | P | GF | GS | DR  |
|  | ---- | ------------------------ | -- | - | - | - | - | -- | -- | --- |
|  | 1.   | Qaýrat-2                 | 12 | 4 | 4 | 0 | 0 | 21 | 2  | +19 |
|  | 2.   | Qaınar                   | 3  | 4 | 1 | 0 | 3 | 8  | 10 | -2  |
|  | 3.   | Jetisw-Promservïsxoldïng | 3  | 4 | 1 | 0 | 3 | 7  | 16 | -9  |

Legenda:
      Ammessa fase finale
Note:
Tre punti a vittoria, uno a pareggio, zero a sconfitta.

## Fase finale
|  | Pos. | Squadra         | Pt | G | V | N | P | GF | GS | DR |
|  | ---- | --------------- | -- | - | - | - | - | -- | -- | -- |
|  | 1.   | Ferro Aqtöbe    | 12 | 4 | 4 | 0 | 0 | 10 | 3  | +7 |
|  | 2.   | Ýralec          | 6  | 4 | 2 | 0 | 2 | 9  | 5  | +4 |
|  | 3.   | Nasha Kompanııa | 4  | 4 | 1 | 1 | 2 | 9  | 11 | -2 |
|  | 4.   | Qaýrat-2        | 4  | 4 | 1 | 1 | 2 | 7  | 7  | 0  |
|  | 5.   | Qaınar          | 3  | 4 | 1 | 0 | 3 | 7  | 16 | -9 |

Legenda:
      Promossa in Qazaqstan Top Division 1998
Note:
Tre punti a vittoria, uno a pareggio, zero a sconfitta.